# ماسافرا
ماسافرا (به ایتالیایی: Massafra) یک کومونه در ایتالیا است که در استان تارانتو واقع شده‌است.

## خصوصیات
ماسافرا ۱۲۵ کیلومترمربع مساحت و ۳۳٬۰۰۹ نفر جمعیت دارد و ۱۱۰ متر بالاتر از سطح دریا واقع شده‌است.